# اسکادران ۲۲ تاکتیک‌های ویژه
اسکادران ۲۲ تاکتیک‌های ویژه (انگلیسی: 22nd Special Tactics Squadron) یکی از واحدهای تاکتیک‌های ویژه فرماندهی عملیات‌های ویژه نیروی هوایی ایالات متحده آمریکا است.